# El Señor de los Anillos: La guerra de los Rohirrim (banda sonora)
The Lord of the Rings: The War of the Rohirrim (Original Motion Picture Soundtrack) es el álbum de banda sonora de la película de anime de 2024 El Señor de los Anillos: la Guerra de los Rohirrim dirigida por Kenji Kamiyama basada en personajes creados por J. R. R. Tolkien de la serie de novelas de fantasía El Señor de los Anillos. El álbum contó con música original compuesta por Stephen Gallagher y canciones interpretadas por Yazdan Qafouri, Paris Paloma, Lorraine Ashbourne y Ben O'Leary. Una canción original "The Rider" interpretada por Paloma fue lanzada como sencillo el 15 de noviembre. El álbum fue lanzado bajo el sello WaterTower Music el 6 de diciembre de 2024.

## Antecedentes
En febrero de 2023, se informó que el músico Stephen Gallagher, residente en Nueva Zelanda, compondría la banda sonora de La guerra de los Rohirrim. Gallagher trabajó anteriormente como editor de sonido para Howard Shore, quien compuso la música para la trilogía cinematográfica de El Hobbit de Peter Jackson y también en el documental de este último The Beatles: Get Back (2021). Me gusta la música de Shore para el En la trilogía cinematográfica de El señor de los anillos, Gallagher continuó con un estilo similar al componer la banda sonora y repitió el tema de Rohan de Shore de las películas originales. Luego se estrenó en el Festival Internacional de Cine de Animación de Annecy el 13 de junio de 2023.

## Grabación y producción
La grabación de la banda sonora de Gallagher comenzó en marzo de 2024 con el conjunto Stroma con sede en Nueva Zelanda, que proporcionó instrumentos de viento y cuerda. Los Crumhorn y shawms se grabaron en los estudios de grabación Air-Edel de Londres; y la solista Karen Bentley Pollick fue grabada de forma remota en México tocando el violín Hardanger, que Shore utilizó de forma destacada para la música de Rohan en las películas. La grabación continuó en mayo, incluidas más sesiones en Angel Studios y la grabación con el grupo coral Tudor Consort con sede en Nueva Zelanda. La grabación en Nueva Zelanda, que también incluyó a la arpista Michelle Velvin y a la cantante Barbara Paterson, finalizó el 20 de agosto. Después de más sesiones en Angel Studios y Air-Edel Studios esa semana, la grabación de la banda sonora finalizó el 28 de agosto. La mezcla de sonido se llevó a cabo en Park Road Post en Wellington y Gallagher completó su trabajo en la película el 3 de octubre.

## Lanzamiento
Se anunció una canción original creada para la película, titulada "The Rider", en octubre de 2024. Interpretada por Paris Paloma, la canción fue escrita por Gittins y el compositor David Long, quien también proporcionó música adicional para las películas de Jackson. "The Rider" fue lanzada digitalmente por WaterTower Music el 15 de noviembre junto con un video musical oficial. El 6 de diciembre, una semana antes del estreno de la película, se lanzó un álbum de banda sonora con la banda sonora de Gallagher junto con "The Rider", junto con tres canciones originales: "Hama's Song" interpretada por Yazdan Qafouri y una versión Hearth Edit de Ben O'Leary y "Lament for Helm" de Lorraine Ashbourne. El álbum se publicó en CD y LP por Mutant.

## Recepción crítica
En una reseña para Variety, Peter Debruge señaló que la "familiar banda sonora de Gallagher, similar a un coro, puede provocar escalofríos en la columna vertebral". Pete Hammond de Deadline Hollywood escribió: "Un saludo a la conmovedora banda sonora de Stephen Gallagher. Fue editor musical de las películas de El Hobbit de Jackson, y aquí cumple con su tarea a la perfección, incluso haciendo una reverencia a los temas memorables del compositor original de El Señor de los Anillos, Howard Shore, aquí y allá". Zanobard Reviews calificó 7.5 de 10 y escribió "El estilo musical icónico y los temas de la trilogía El Señor de los Anillos de Howard Shore regresan en forma espectacular para La Guerra de los Rohirrim de Stephen Gallagher, pero si bien estos son probablemente los que lo atraerán a la banda sonora, lo que lo hará quedarse es el propio material de Gallagher, con su tema heroicamente determinado para Héra siendo la estrella absoluta de este espectáculo exquisitamente orquestado".
Jeremy Mathai de /Film opinó: "aunque la banda sonora nunca alcanza las alturas de la música de Howard Shore, el compositor Stephen Gallagher crea una temática sólida para Hèra mientras entrelaza señales de los originales". Clarisse Loughrey de The Independent opinó que embellece los temas de Shore lo que resulta en una "sensación inquebrantable de familiaridad". Steve Seigh de JoBlo.com escribió "La película de Stephen Gallagher La banda sonora es tan grandiosa como se esperaba. Gallagher combina una delicada fantasía con oberturas orquestales en auge. La banda sonora crea sin esfuerzo el ambiente para cualquier invasión, escenas con tomas lentas o momentos fugaces de respiro del drama. "Podría imaginarme a los fanáticos de la banda sonora agregando la banda sonora de "Rohirrim" a su colección inmediatamente después de que termine la película, disfrutando de nuevas melodías de la Tierra Media".
Jogai Bhatt, en su reseña para Radio New Zealand, afirmó: "El compositor Stephen Gallagher aporta lo mejor de sí, componiendo una banda sonora épica y creciente a la par de la de Howard Shore, incluso repitiendo el tema de los Jinetes de Rohan como un guiño a El Señor de los Anillos: Las Dos Torres.'" Maya Phillips de The New York Times mencionó que la "inolvidable música de Gallagher [...] sitúa inmediatamente a este mundo dentro del universo de Jackson".

## Lista de canciones
| N.º     | Título                              | Artist(s)          | Duración |  |
| 1.      | «Overture»                          |                    | 4:48     |  |
| 2.      | «Hama's Song»                       | Yazdan Qafouri     | 0:43     |  |
| 3.      | «Riders from the West March»        |                    | 2:53     |  |
| 4.      | «The Witan»                         |                    | 7:34     |  |
| 5.      | «An Ill Omen»                       |                    | 2:50     |  |
| 6.      | «The Beast Is Rabid»                |                    | 7:15     |  |
| 7.      | «Who Dares Occupy Isengard?»        |                    | 4:30     |  |
| 8.      | «Call the Men to Arms»              |                    | 3:54     |  |
| 9.      | «The Wisest Move»                   |                    | 4:24     |  |
| 10.     | «The Line of Helm»                  |                    | 3:38     |  |
| 11.     | «Arise, Arise Now»                  |                    | 4:26     |  |
| 12.     | «Edoras Burns»                      |                    | 6:41     |  |
| 13.     | «Call the Retreat»                  |                    | 7:27     |  |
| 14.     | «Surround the Keep»                 |                    | 4:44     |  |
| 15.     | «Pretty Words Will Not Save You»    |                    | 4:01     |  |
| 16.     | «A Wraith»                          |                    | 7:38     |  |
| 17.     | «What Does Mordor Want with Rings?» |                    | 3:07     |  |
| 18.     | «Helm Hammerhand Still Stands»      |                    | 7:19     |  |
| 19.     | «For Hope»                          |                    | 7:07     |  |
| 20.     | «Out of Time»                       |                    | 2:35     |  |
| 21.     | «One Small Chance»                  |                    | 2:18     |  |
| 22.     | «A Shield-maiden of Rohan»          |                    | 7:51     |  |
| 23.     | «The Hornburg Will Fall»            |                    | 6:00     |  |
| 24.     | «Let Mercy Rule This Day»           |                    | 1:45     |  |
| 25.     | «The Tenth King of Rohan»           |                    | 1:12     |  |
| 26.     | «Adventure Beckons»                 |                    | 2:48     |  |
| 27.     | «The Rider»                         | Paris Paloma       | 3:53     |  |
| 28.     | «Secret Tunnels»                    |                    | 3:22     |  |
| 29.     | «Lament for Helm»                   | Lorraine Ashbourne | 0:54     |  |
| 30.     | «Hama's Song» (Hearth Edit)         | Ben O'Leary        | 2:10     |  |
| 1:29:47 |                                     |                    |          |  |

## Historial de Lanzamiento
| Región | Fecha                  | Formato(s)                  | Discográfica(s)  | Ref.   |
| ------ | ---------------------- | --------------------------- | ---------------- | ------ |
| Varios | 6 de diciembre de 2024 | Descarga digital, streaming | WaterTower Music | [ 13 ] |
| Varios | 7 de marzo de 2025     | CD, LP                      | Mutant           | [ 23 ] |